# Charles L. Grant
Pour les articles homonymes, voir Grant.
Charles L. Grant, né le 12 septembre 1942 à Hackettstown dans le New Jersey et mort 15 septembre 2006 à Newton dans le même État, est un écrivain américain de science-fiction, fantastique et horreur.

## Œuvres

### Romans
- La Force hideuse, J'ai Lu, coll. Épouvante, no 2290, 1987 ((en) The Pet, Tor, 1986), trad. Jean-Pierre Pugi  (ISBN 2-277-22290-9)
- Hypnose, Pocket, coll. Pocket Junior Frissons, no J0277, 1997 ((en) He Told Me to, Bantam Books, 1993), trad. Michelle Charrier  (ISBN 2-266-07555-1)

### Nouvelles traduites en français

#### Recueil de nouvelles
- Les Proies de l'ombre, NéO, coll. Fantastique / SF / Aventure, n° 201, 1988.
  - Et l'ombre coule dans ses veines, 1988 ((en) Through all his blood runs shadow, 1976)
  - Quand tous les enfants m'appelleront, 1988 ((en) When all the children call my name, 1977)
  - Le Chant d'une aiguille, 1988 ((en) Needle song, 1979)
  - Chez nous, 1988 ((en) Home, 1981)
  - Creuse, 1988 ((en) Digging, 1981)
  - Ne me quitte pas, 1988 ((en) When love turned around and whispered you're mine, 1982)
  - La Valse des générations, 1988 ((en) The generation waltz, 1984)
  - A quoi servent les morts, 1988 ((en) What are deaths for, 1984)
  - Les Copains d'abord, 1988 ((en) And we'll be jolly friends, 1984)
  - Andrew Patterson, 1988 ((en) Andrew Patterson, 1985)
  - Penny Daye, 1988 ((en) Penny Daye, 1986)

#### Autres nouvelles
- La Maison du mal, 1983 ((en) The house of evil, 1968), trad. Federica Boschettiin Fiction no 336, éditions OPTA
- Viens danser avec moi sur la tombe de mon poney, 1982 ((en) Come dance with me on my pony's grave, 1973), trad. Federica Boschettiin Fiction no 333, éditions OPTA
- Le Reste n'est que silence, 1984 ((en) The rest is silence, 1974), trad. Federica Boschettiin Fiction no 354, éditions OPTA
- La Clé de la langue anglaise, 1984 ((en) The key to English, 1974), trad. Patricia Rydzokin Fiction no 356, éditions OPTA
- L'Appel du loup blanc, 1983 ((en) White wolf calling, 1975), trad. Federica Boschettiin Fiction no 337, éditions OPTA
- La Boîte numéro trois, 1983 ((en) The three of tens, 1975), trad. Patricia Rydzokin Fiction no 339, éditions OPTA
- Une foule d'ombres, 1981 ((en) A crowd of shadows, 1976), trad. Gérard Lebecin Fiction no 319, éditions OPTA, Prix Nebula de la meilleure nouvelle courte 1977
- Écoute-moi, ma douce Abbey Rose, 1978 ((en) Hear me now, my sweet Abbey Rose, 1978), trad. Claudine Arcilla-Borrazin Fiction no 293, éditions OPTA
- César, tiens-toi tranquille, 1981 ((en) Cesar, now be still, 1978), trad. René Bernexin Fiction no 316, éditions OPTA
- Si Damon revient, 1993 ((en) If Damon Comes, 1978), trad. Nathalie Servalin Territoires de l'inquiétude no 6, éditions Denoël
- Écoute-moi maintenant, ma douce Abbey Rose, 1996 ((en) Hear me Now, my Sweet Abbey Rose, 1978), trad. Nathalie Servalin Territoires de l'inquiétude no 9, éditions Denoël
- Affamé d'amour, 1980 ((en) Love-starved, 1979), trad. René Bernexin Fiction no 314, éditions OPTA
- Secrets intimes, 1980 ((en) Secrets of the heart, 1980), trad. Daniel Lemoinein Fiction no 312, éditions OPTA
- Chaque fois que tu dis que tu m'aimes, 1982 ((en) Every time you say I love you, 1981), trad. Jean-Pierre Galantein Fiction no 329, éditions OPTA
- L'Homme le plus heureux du monde, 1984 ((en) Pride, 1982), trad. Nathalie Servalin Fiction no 353, éditions OPTA
- Quand vous entendrez mon nom..., 1983 ((en) The next name you hear, 1983), trad. Claude Schleissnerin Fiction no 342, éditions OPTA
- Les Enfants rient avec tant de douceur, 1986 ((en) The children, they laugh so sweetly, 1985), trad. Estelle Mathieuin Fiction no 375, éditions OPTA
- Crystal, 1987 ((en) Crystal, 1986), trad. Armand Danoin Fiction no 382, éditions OPTA
- Le Monde extérieur, 1991 ((en) Out There, 1986), trad. Gérard Coisnein Territoires de l'inquiétude no 2, éditions Denoël
- Œil pour œil, 1991 ((en) Eyes, 1986), trad. Jacques Chambonin Territoires de l'inquiétude no 3, éditions Denoël
- Ellen, en son temps, 1991 ((en) Ellen, in Her Time, 1987), trad. Alain Dorémieuxin Territoires de l'inquiétude no 1, éditions Denoël
- Toutes les chances dans la vie, 1995 ((en) Everything to Live for, 1987), trad. Pierre-Paul Durastantiin Territoires de l'inquiétude no 8, éditions Denoël
- Le Citadin, 1989 ((en) City boy, 1988), trad. Françoise Mailletin Fiction no 411, éditions OPTA
- L'Été de temps à autre, 1991 ((en) Now and Again in Summer, 1988), trad. Nathalie Servalin Territoires de l'inquiétude no 3, éditions Denoël

## Récompenses
- Prix Nebula
  - Meilleure nouvelle courte 1977 pour Une foule d'ombres
  - Meilleure nouvelle longue 1979 pour A Glow of Candles, a Unicorn's Eye
- Prix World Fantasy
  - Meilleur recueil de nouvelles ou meilleure anthologie 1979 pour Shadows
  - Meilleur recueil de nouvelles ou meilleure anthologie 1983 pour Nightmare Seasons
  - Meilleur roman court 1983 pour Confess the Seasons